# وقتی شنبه می‌آید (فیلم)
وقتی شنبه می‌آید یا وقتی شنبه فرا می‌رسد (به انگلیسی: When Saturday Comes) فیلمی محصول سال ۱۹۹۶ و به کارگردانی ماریا جیزه است. در این فیلم بازیگرانی همچون شان بین، امیلی لوید، پیت پاستویت، کریگ کلی، ملانی هیل، جان مک‌انری، آن بل، تونی کوری، مل استرلند، کریس واکر و پیتر گان ایفای نقش کرده‌اند.